# Fierce pussy
Fierce Pussy (stylisé fierce pussy) est un collectif d'activistes féministes lesbiennes fondé en 1991 à New York. Il est engagé dans l'action artistique en association avec la AIDS Coalition to Unleash Power (ACT UP),.

## Contexte
En 1991, un groupe de lesbiennes de New York a créé fierce pussy pour répondre aux problèmes d'identité et de visibilité des lesbiennes. Tous ses membres ont participé à ACT UP pour lutter contre la pandémie du sida. Disposant de petits moyens, le collectif a répondu à l'urgence de ces années, en utilisant des ressources facilement disponibles : vieilles machines à écrire, photos trouvées, et les fournitures et équipements d'impression accessibles pour leur travail quotidien.
À l'origine, fierce pussy était composé d'un groupe fluctuant de lesbiennes, notamment Pam Brandt, Jean Carlomusto (en), Donna Evans, Alison Froling et Suzanne Wright (en). De nombreuses autres femmes venaient à une réunion occasionnelle et travaillaient au wheatpaste (en), au pochoir et à l'autocollant. À partir de 2008, quatre des membres principaux de base, Nancy Brooks Brody, Joy Episalla, Zoe Leonard et Carrie Yamaoka, continuèrent de travailler ensemble.
L'un des projets les plus connus de fierce pussy était l'utilisation d'affiches qui étaient disséminés dans New York. En outre, leurs autres projets comprenaient la refonte de la salle de bain du Gay and Lesbian Community Center, une campagne de cartes de vœux, une annonce de service public vidéo, un camion d'affichage mobile et le changement de nom des panneaux de signalisation le long de la New York City Gay Pride (en) en 1991, en les remplaçant par celui de lesbiennes connues. Depuis 2008, leur travail est apparu dans diverses installations et expositions à New York. Leur installation, For The Record, faisait partie de l'exposition Greater New York en 2015.

## Projets et expositions

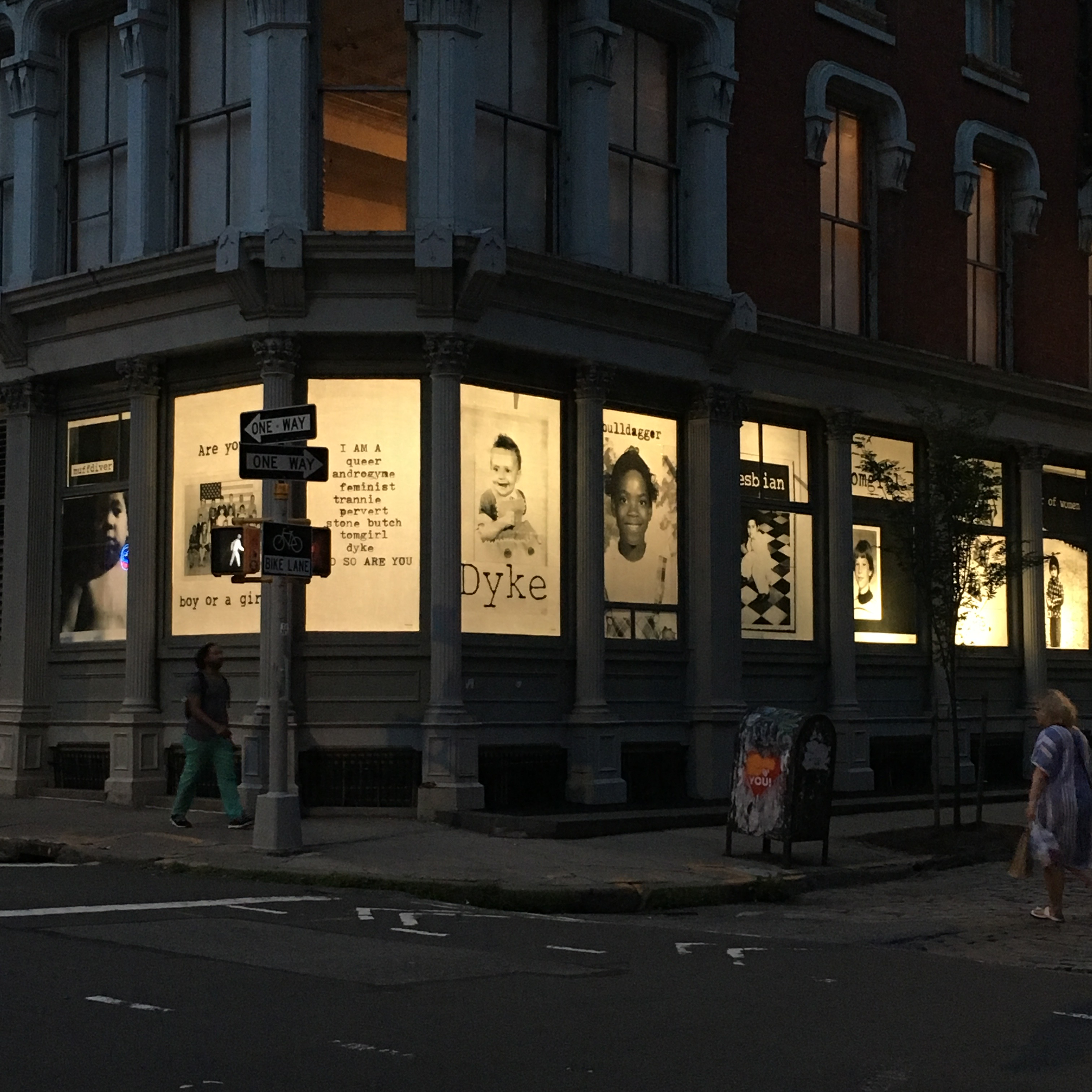
Installation AND SO ARE YOU au Leslie Lohman Museum of Gay and Lesbian Art de New York (17 août 2018).

Bien que fierce pussy ait été la plus active entre 1991 et 1995, leur travail est toujours exposé comme exemples historiques d'art lié au sida et d'art lesbien. De 2008 à 2010 aux Lesbian Herstory Archives, fierce pussy a présenté un aperçu de leur ancien travail en plus d'une nouvelle installation intitulée Mining the Archive, dans laquelle des objets des archives ont été utilisés. De plus, fierce pussy a contribué à l'exposition ACT UP New York: Activism, Art, and the AIDS crisis, 1987-1993 au Carpenter Center for the Visual Arts de l'Université Harvard en 2009. Lorsque l'exposition a déménagé à White Columns (en), ils ont été chargés de réaliser l'installation intitulée Get Up Everybody and Sing. En 2010, fierce pussy a créé Get Up Everybody and Sing pour la présentation à White Columns de l'exposition ACT UP New York ; en 2015, Visual AIDS a rendu cette exposition disponible sous le nom For the Record. fierce pussy a fait une rétrospective de leur ancien travail disponible chez Printed Matter, Inc. (en), qui a également publié le livre fierce pussy. En 2018, fierce pussy a présenté une installation spécifique à un site intitulée AND SO ARE YOU, qui combine et remixe des œuvres passées. À propos de AND SO ARE YOU, le collectif déclare : « Historically, public space has held a contradiction for queer people: on the one hand we have been invisible and on the other hand we are frequently the target of violence in public. Part of the impulse in making this work has been to let other queer people know that we are here, that queer people are everywhere—simply put, we make ourselves visible. »,

## Publications
- I AM A Lezzie Butch Pervert Feminist Amazon Bulldagger Dyke AND SO ARE YOU, poster, 2008
- fierce pussy, New York, Printed Matter, Inc., 2008  (ISBN 9780894390029)

## Archives
- La fierce pussy collection, Manuscripts and Archives Division, The New York Public Library Repository, contient 30 œuvres de fierce pussy données par Carrie Yamaoka en 1994[8]